# Quartier du Montparnasse
Das Quartier du Montparnasse [mɔ̃paʀˈnas] ist das 53. Verwaltungsviertel von Paris und befindet sich im 14. Arrondissement, am linken Ufer der Seine, südlich des Abschnitts zwischen dem Boulevard du Montparnasse und dem Boulevard Raspail.

## Namensursprung

Quartier Montparnasse im 14. Arrondissement

Der Name Montparnasse leitet sich ab von dem Berg (französisch mont) Parnass aus der griechischen Mythologie – Heimat der Musen und Inbegriff der Lyrik. Die Bezeichnung entstand im 17. Jahrhundert durch die Studenten des nahe gelegenen Quartier Latin, die den Hügel vor den Toren der Stadt in ihrer Freizeit aufsuchten, um Gedichte zu rezitieren.
Der Montparnasse war eigentlich ein künstlicher Hügel an der heutigen Place Pablo Picasso, der in den 1760er Jahren abgetragen wurde. Der ehemals zur Gemeinde von Montrouge gehörende südliche Teil von Montparnasse wurde zusammen mit anderen Randbezirken am 1. Januar 1860 eingemeindet und bildet seitdem das 53. von 80 Pariser Quartiers.
Heute wird der Name auch über die Quartiersgrenzen hinaus angewandt und steht synonym für die Künstler-Szene der École de Paris, die sich in den 1910er und 1920er Jahren in den Straßen um die Place Pablo-Picasso ansiedelte.

## Lage
Das Quartier du Montparnasse bildet den nördlichen Teil des 14. Arrondissements. In seinem Zentrum liegt der Boulevard Raspail, der den Cimetière Montparnasse im Westen und das Pariser Observatorium im Osten voneinander trennt. Er trifft an der Nordgrenze des Quartiers auf den belebten Boulevard du Montparnasse, die zusammen den Place Pablo-Picasso bilden. Im Süden bilden der Boulevard Saint-Jacques, Denfert-Rochereau und die Rue Daguerre die Grenze zu den drei übrigen Quartiers des 14. Arrondissements. Berühmte Landmarken wie der Gare Montparnasse und der Tour Montparnasse, das zweithöchste Bauwerk von Paris, befinden sich westlich der Quartiersgrenzen im 15. Arrondissement.

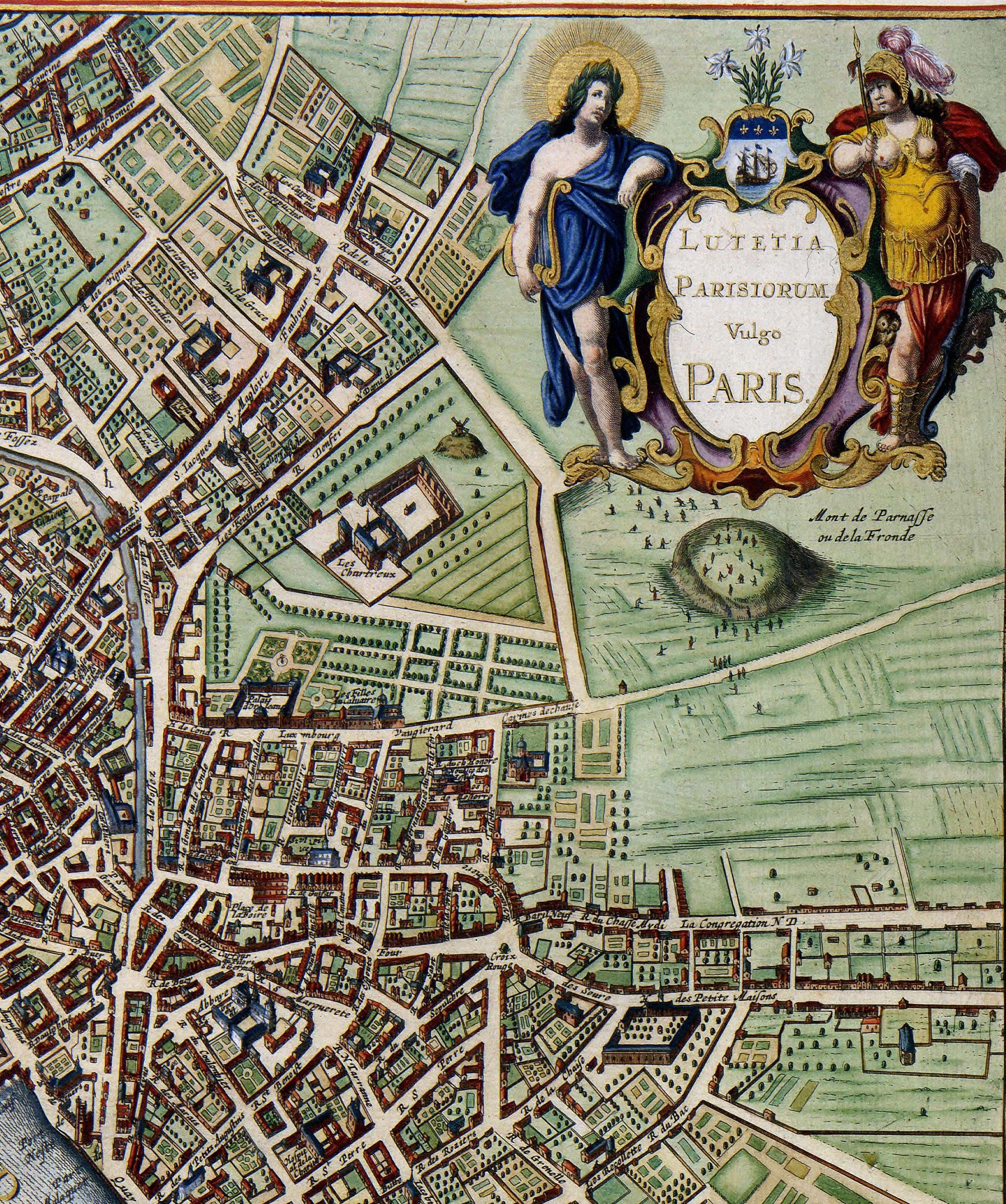
Der Mont de Parnasse ou de la Fronde auf dem Stadtplan von Johannes Janssonius von 1657

## Geschichte

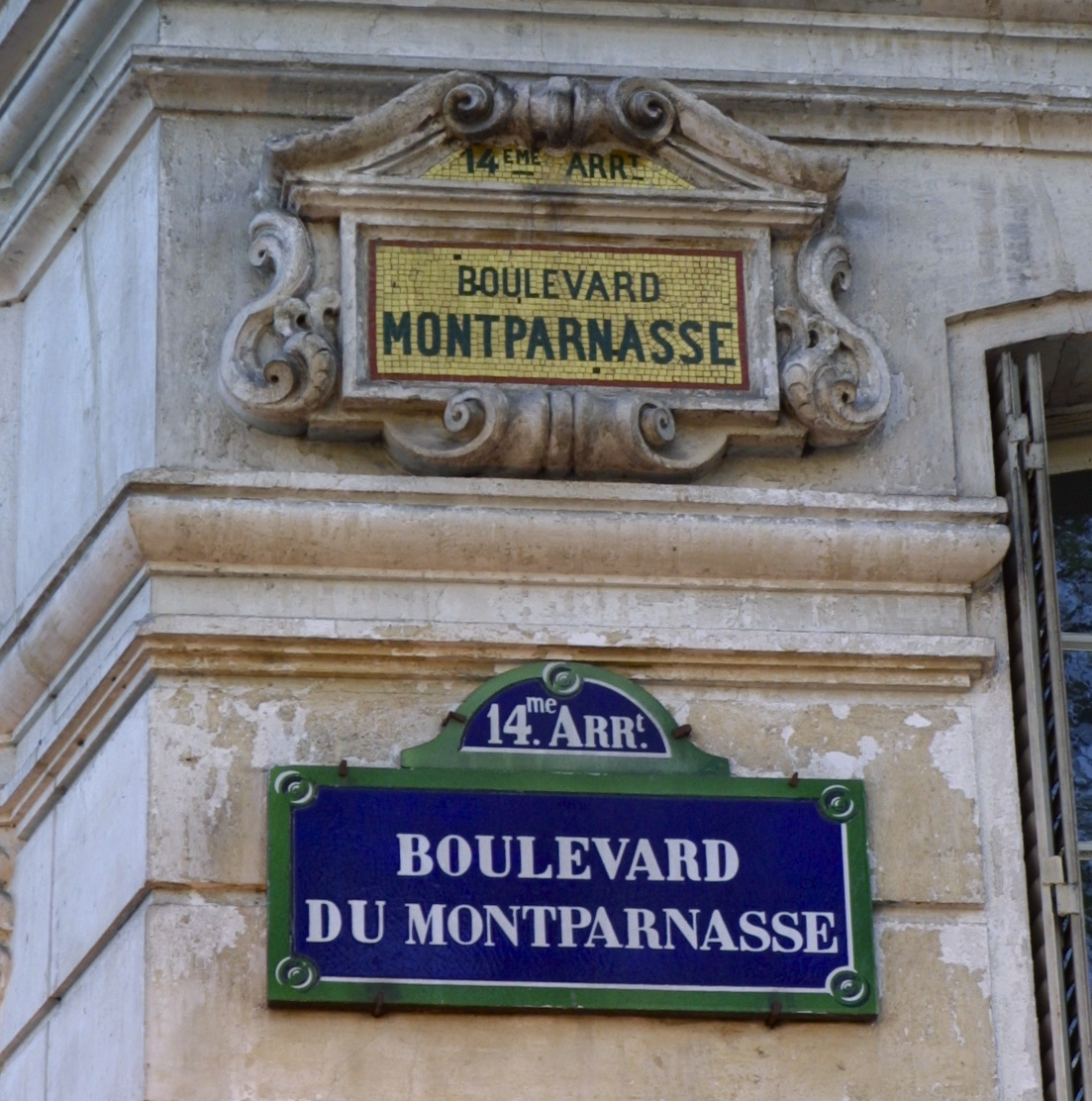
Straßenschild des Boulevard du Montparnasse

### Vor 1900
Der Hügel Montparnasse entstand im späten Mittelalter aus aufgeschüttetem Schutt, der aus den städtischen Katakomben und den naheliegenden Kalksteinbrüchen stammte. Eine erste Straße um 1700 verlief geradewegs über die Hügelkuppe und verband die beiden Stadtteile St. Germain und St. Jacques. In der ersten Hälfte des 18. Jahrhunderts wurde sie zum „Nouveau Cours de Mont Parnasse“ ausgebaut und dabei der Hügel zum Teil abgetragen. Ab etwa 1790 wurde diese neue Straße als Boulevard du Montparnasse bezeichnet. Zwischen 1785 und 1790 wurde südlich des Boulevards eine neue (Zoll-)Stadtgrenze, die Barrière du Mont Parnasse, errichtet. Auf diese Weise entstand der heutige Boulevard Edgar Quinet mit einem Zollhäuschen auf Höhe der heutigen Rue Montparnasse. Diese Stadtgrenze blieb bis 1860 bestehen und schuf so den Nukleus des Quartiers um die heutige Place Pablo-Picasso. Während sich allerdings vor den Toren der Stadt, in der heutigen Rue de la Gaité bereits einige „Salles de spectacles“ ansiedelten, blieb die Gegend um den heutigen Square Delambre weiterhin überaus ländlich. An den Boulevard du Montparnasse stießen lediglich die Gärten einiger größerer Parzellen der Rue Notre Dame des Champs, darunter das Collège Stanislas, an. Eine Erneuerung des Boulevard du Montparnasse in den 1840er Jahren brachte Gaslampen und Sitzbänke und machte den Boulevard auch für Spaziergänger attraktiv. Zur gleichen Zeit baute die private Compagnie du Chemin de Fer de Paris à Versailles par la rive gauche de la Seine einen ersten kleinen Bahnhof vor der Barrière de Maine, etwa am Ort des heutigen Gare Montparnasse. Er stellte sich bald als zu klein heraus, so dass kurz darauf im staatlichen Auftrag ein neuer Bahnhof, Gare de l'Ouest, gebaut und 1852 fertiggestellt wird, diesmal innerhalb der Stadtmauern, auf Höhe der heutigen Metrostation Montparnasse-Bienvenüe.
Bereits 1784 erwähnte der Almanach du voyageur à Paris am Boulevard Musik- und Spielcafés. Ab den 1830er Jahren zogen Künstler in die neu angelegten Seitenstraßen des Boulevards, wo sie die zwei- bis dreistöckigen Häuser mit den rückseitigen Gartenhäusern bald zu Ateliers umfunktionierten. 1881 eröffnete Filippo Colarossi nach dem Vorbild von Rodolphe Julian die erste private Kunstakademie in Montparnasse, die eine hohe Zahl junger Künstler ans Rive Gauche zog. Unter ihnen war auch Alfons Mucha, der 1889 ein Zimmer in Montparnasse nahm. 1891 verbrachte Paul Gauguin einige Monate in Montparnasse und lehrte an Colarossis Akademie.

### Les Années Folles
Die Weltausstellung von 1889 sowie der legendäre Ruf von Montmartre zogen gegen Ende des 19. Jahrhunderts erneut in- und ausländische Künstler und Intellektuelle nach Paris, die dieses noch junge, zentraler gelegene Quartier zu ihrem Lebensmittelpunkt machten. Der Höhepunkt dieser künstlerischen Bewegung in den 1920er Jahren, die sogenannten années folles ‚verrückte Jahre‘, verhalf Montparnasse schließlich zu seiner heutigen Berühmtheit.

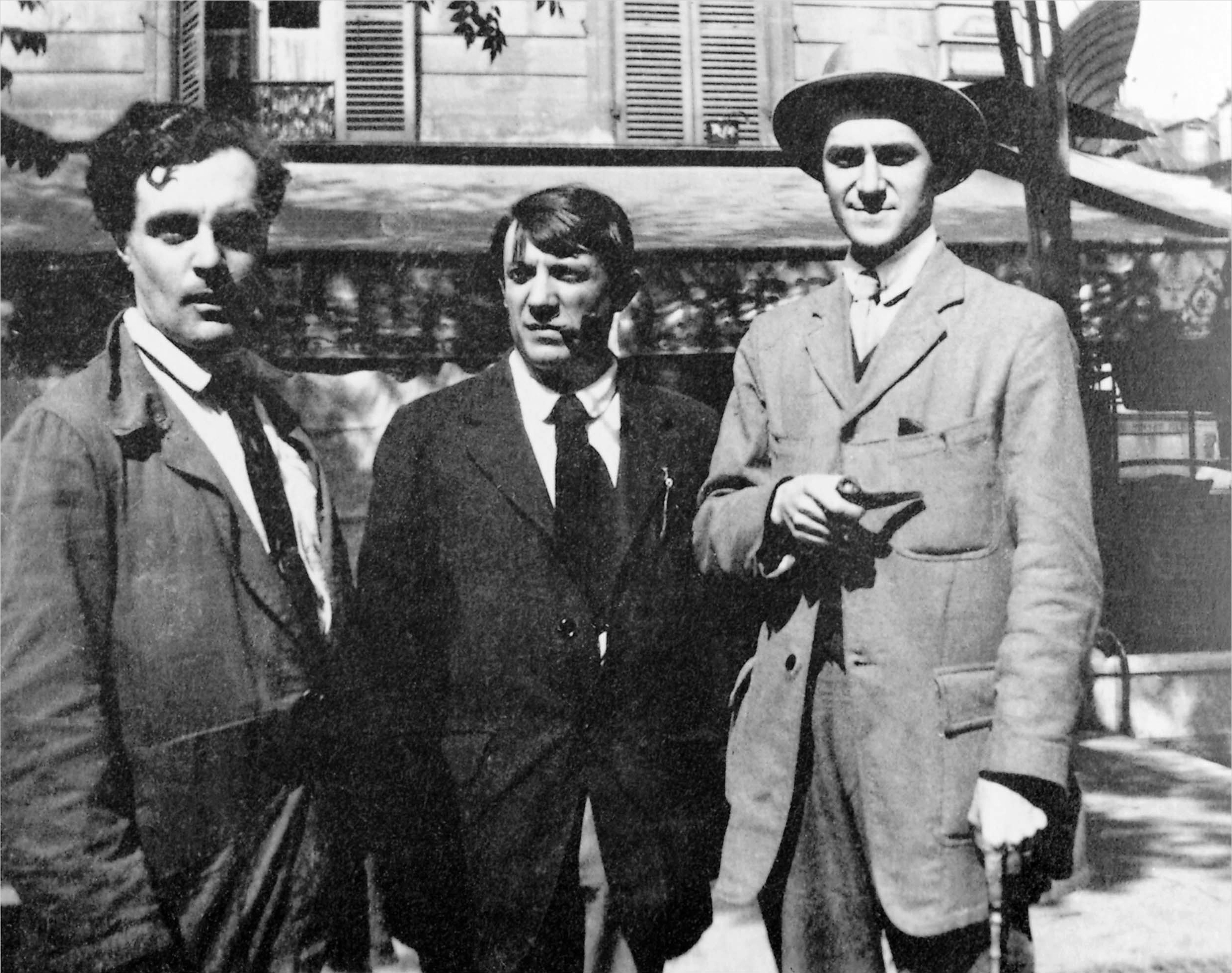
Modigliani, Picasso und André Salmon vor dem Café de la Rotonde, Paris, im Jahr 1916

Die Schriftstellerinnen, Bildhauer, Malerinnen, Dichter und Komponisten aus der ganzen Welt fanden am Montparnasse eine kreative Atmosphäre sowie bezahlbaren Wohnraum vor, etwa in Künstlerkolonien wie dem La Ruche. Die Mitglieder dieser international geprägten Gemeinschaft, die später unter dem Begriff der École de Paris bekannt wurde, hießen die vielfältigsten, bizarrsten und provokantesten Formen von Kreativität in ihrem Kreis willkommen. Zu den frühesten Ankömmlingen und Bewohnern von Montparnasse gehörten etwa Pablo Picasso und Guillaume Apollinaire.
Die englische Malerin Nina Hamnett berichtete in ihrer Autobiographie Laughing Torso, wie sie 1912 erstmals für einige Tage nach Paris kam und dort auf Jacob Epstein und Brancusi traf. „Montparnasse“, schrieb sie, „war billig und alle arbeiteten den ganzen Tag und kamen abends in die Rotonde.“ An ihrem ersten Abend in Paris, berichtet sie weiter, trat ihr späterer Freund Amedeo Modigliani an ihren Restauranttisch und stellte sich ihr mit den Worten „Je suis Modigliani, Juif, Jew“ vor, woraufhin er ihr seine Zeichnungen für fünf Francs anbot. Dem japanischen Künstler Tsuguharu Foujita erging es 1913 ähnlich: innerhalb weniger Tage und Wochen traf er Chaim Soutine, Amedeo Modigliani, Jules Pascin und Fernand Léger, sowie Juan Gris, Pablo Picasso und Henri Matisse, die bald zu seinen Freunden wurden. Der Dichter Max Jacob sagte, er sei nach Montparnasse gekommen, um „schrecklich zu sündigen“. Marc Chagall beschrieb seine Gründe wie folgt: „Ich wollte das mit meinen eigenen Augen sehen, wovon ich nur von so weit weg gehört hatte. Diese Revolution des Auges, diese Rotation der Farben, die sich spontan und unerwartet mit einer anderen vermischen und in einen Strom von erdachten Linien überging. Das konnte man in meiner Stadt nicht sehen. Die Sonne der Künste schien nur auf Paris.“
Angezogen von der Kreativität der mittellosen Künstlerszene kamen wohlhabende Prominente aus den USA wie Peggy Guggenheim, Edith Wharton und Harry Crosby, um sich von der kreativen Atmosphäre anstecken zu lassen. Crosby gründete mit seiner Frau Caresse 1927 den Verlag Black Sun Press in Paris und brachte Werke unter anderem von D. H. Lawrence, Archibald MacLeish, James Joyce, Kay Boyle, Hart Crane, Ernest Hemingway, William Faulkner, Dorothy Parker heraus.

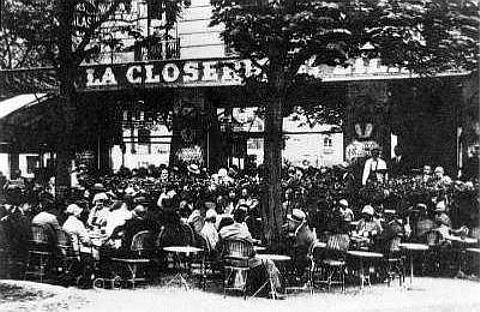
La Closerie des Lilas, 1909

Die Cafés und Bars von Montparnasse waren die Orte, wo die neuen Ideen geboren wurden und sich entwickelten. Das Zentrum der Szene und des Nachtlebens war am Carrefour Vavin, dem heutigen Place Pablo-Picasso. In Cafés wie Le Dôme, La Closerie des Lilas, La Rotonde, Le Select und La Coupole – sie alle existieren nach wie vor – konnten Künstler für wenig Geld einen Tisch für die ganze Nacht besetzen. Wenn sie einschliefen, durften die Kellner sie nicht aufwecken. Café-Besitzer wie Victor Libion vom Café de la Rotonde haben oft die Zeichnungen und Bilder als Bezahlung oder Pfand akzeptiert. So hatten viele Cafés eine improvisierte Kunstsammlung an den Wänden.
Einer der vielen Orte, wo sich die Künstler versammelten, war die Dingo-Bar in der Nähe des Le Dôme in der Nummer 10, Rue Delambre. Sie war die bevorzugte Bar, wo sich Amerikaner trafen und wohin der kanadische Schriftsteller Morley Callaghan mit seinem Freund Ernest Hemingway kam, beide damals noch Schriftsteller, deren Werke nicht veröffentlicht waren. Man Ray richtete sein Studio im Hôtel des Écoles (15 rue Delambre), später im Hôtel Istria in der 29, Rue Campagne-Première ein. Hier begann er seine Karriere als Fotograf, und hier posierten James Joyce, Gertrude Stein und Jean Cocteau für ihn.

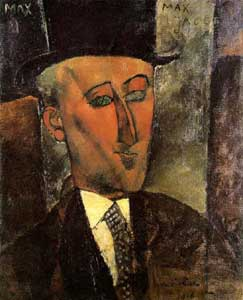
Amedeo Modigliani: Porträt von Max Jacob, Öl auf Leinwand, 1916

In der Rue de la Gaité gab es viele Musiktheater und Nachtclubs, insbesondere das berühmte Bobino. Hier traten Künstler wie Damia, Kiki, Mayol und Georgius auf. Sie spielten meist vor ausverkauftem Haus. In der gleichen Gegend wurden Les Six gegründet, die Musik auf der Grundlage der Ideen von Erik Satie und Jean Cocteau spielten.

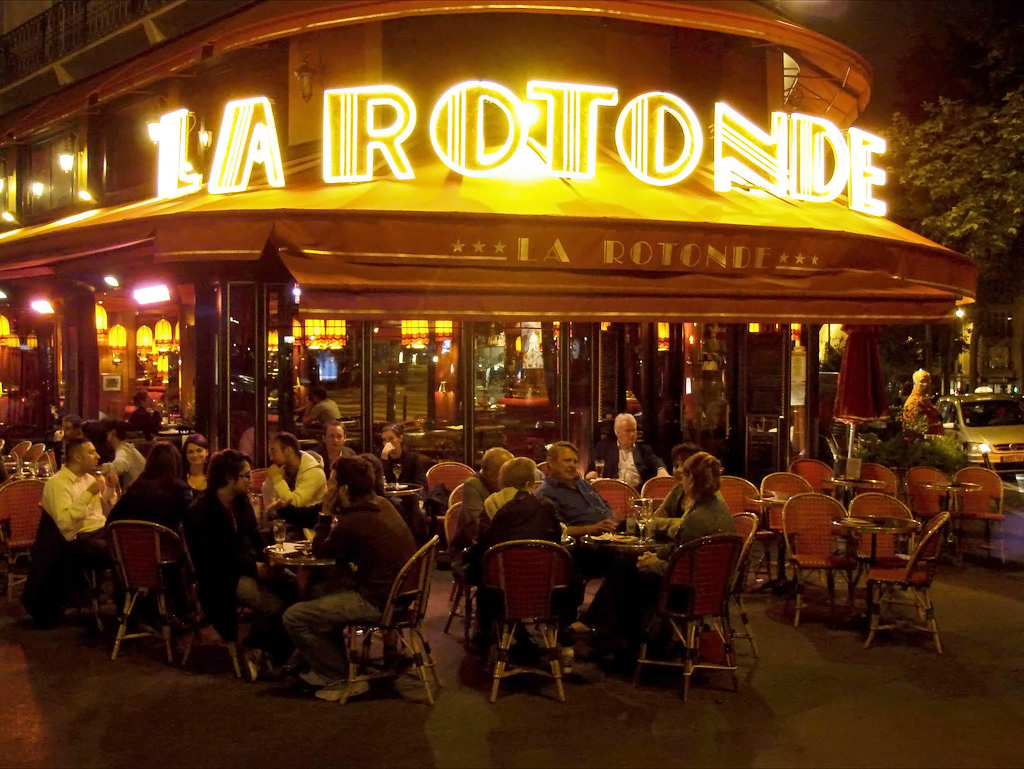
La Rotonde, 2007. Heutzutage eher von Touristen frequentiert als von Künstlern.

Nicht nur Künstler kamen in das Viertel, sondern auch Menschen, die aus politischen Gründen ins Exil gehen mussten, ließen sich hier nieder. Dazu zählten Lenin, Trotzki, Porfirio Diaz und Symon Petljura.

### Ab 1940
Während des Zweiten Weltkrieges und der Besetzung von Paris mussten die Künstler die Stadt verlassen, von denen ein Teil einen jüdischen Hintergrund hatte oder Flüchtling war – oft beides. Viele von ihnen wurden von den Nazis umgebracht. Die Werke der weniger Berühmten sind oft verschollen oder in alle Welt verstreut, ihre Dokumentation ist schwierig.
Montparnasse konnte danach seine ursprüngliche Größe nie wieder erreichen. Wohlhabende Persönlichkeiten wie Peggy Guggenheim, die den Künstler Max Ernst heiratete, lebten in den eleganten Vierteln von Paris, kamen aber in die Studios von Montparnasse, um Kunstwerke zu kaufen, die heute z. B. im Solomon R. Guggenheim Museum zu finden sind.

## Kultur und Sehenswürdigkeiten

### Theater
Die größte Ansammlung von Theatern des Stadtteils findet sich in der Umgebung der Rue de la Gaité (Théâtre Montparnasse, Théâtre de la Gaîté-Montparnasse) und dem Boulevard Edgar Quinet. Direkt am Boulevard du Montparnasse liegt das Théâtre de Poche, das kleinste Theater von Paris.

### Museen
Am Fuß des Montparnasseturmes zeigt das Musée Bourdelle Werke des Bildhauers Antoine Bourdelle, der hier lebte und der Straße ihren Namen gab: Rue Antoine-Bourdelle.
Das Musée du Montparnasse in der Avenue du Maine, ein im Jahr 1998 eröffnetes gemeinnütziges und privates Kunstmuseum, ist auf die finanzielle Unterstützung des Bezirksbürgermeisteramtes angewiesen. Es zeigt eine Sammlung von Kunstwerken, die von Künstlern, Kunstliebhabern und Freunden des Viertels zur Verfügung gestellt wurden. Die unter der Schirmherrschaft des Präsidenten Chirac stehende Wechselausstellung Montparnasse déporté im Sommer 2005 zeigte erstmals Werke der bildenden Kunst jüdischer Künstler des Viertels, die unter der NS-Verfolgung litten.
Das Museum des Institut Louis Pasteur gehört streng genommen schon zum Stadtteil Vaugirard.

### Bauwerke
Sehenswerte Bauwerke am Montparnasse sind unter anderem das Pariser Observatorium (17. Jahrhundert), die ehemaligen Zollhäuser von Ledoux (17. Jahrhundert) und die Stollen der ehemaligen Untertagesteinbrüche, die ab 1785 in Katakomben verwandelt wurden, beide am Place Denfert-Rochereau, des Weiteren die Kunststiftung Fondation Cartier des Architekten Jean Nouvel am Boulevard Raspail und das Hochhaus Tour Montparnasse mit seiner 209 m hohen Aussichtsplattform.

### Grünflächen
Die größte Grünfläche am Montparnasse bildet der Friedhof Montparnasse, auf dem unter anderem Charles Baudelaire, Jean-Paul Sartre, Simone de Beauvoir, Alfred Dreyfus und Samuel Beckett ruhen.
Eine weitere Grünfläche ist der Jardin Atlantique, ein öffentlicher Park, der auf dem Dach des Bahnhofs Montparnasse entstanden ist.

### Gastronomie
Da der Gare Montparnasse Paris mit der Bretagne verband, siedelten sich viele bretonische Einwohner im 19. Jahrhundert in dieser Gegend an, weshalb es viele bretonische Restaurants gibt, in denen Crêpes und Galettes zubereitet werden.

### Sport
Die allwöchentlich stattfindende dreistündige Inline-Skate-Tour durch Paris startet freitags um 22 Uhr auf dem Platz vor dem Bahnhof Gare Montparnasse.

## Persönlichkeiten von Montparnasse

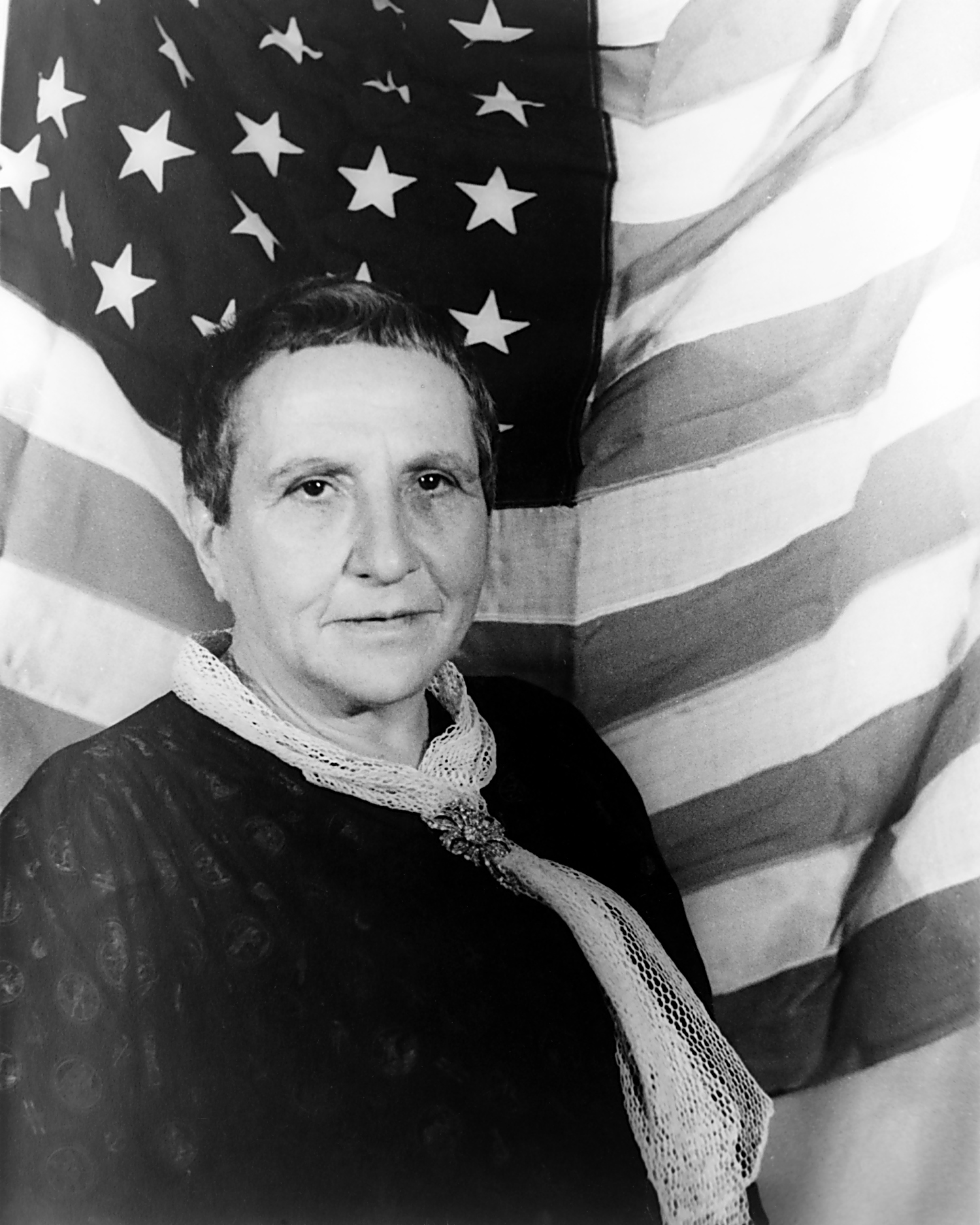
Gertrude Stein

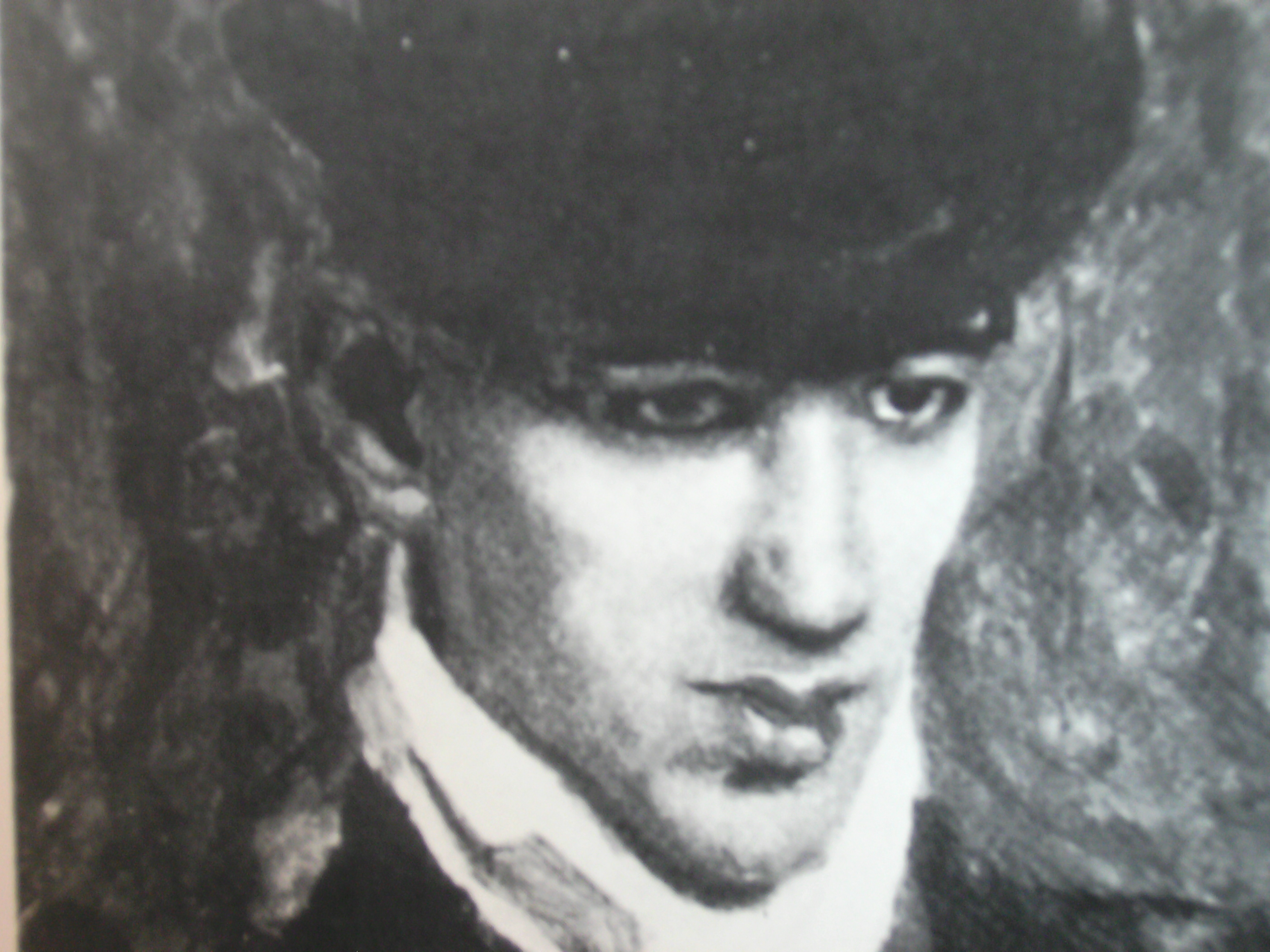
Albert Weisgerber: Jules Pascin (1906)

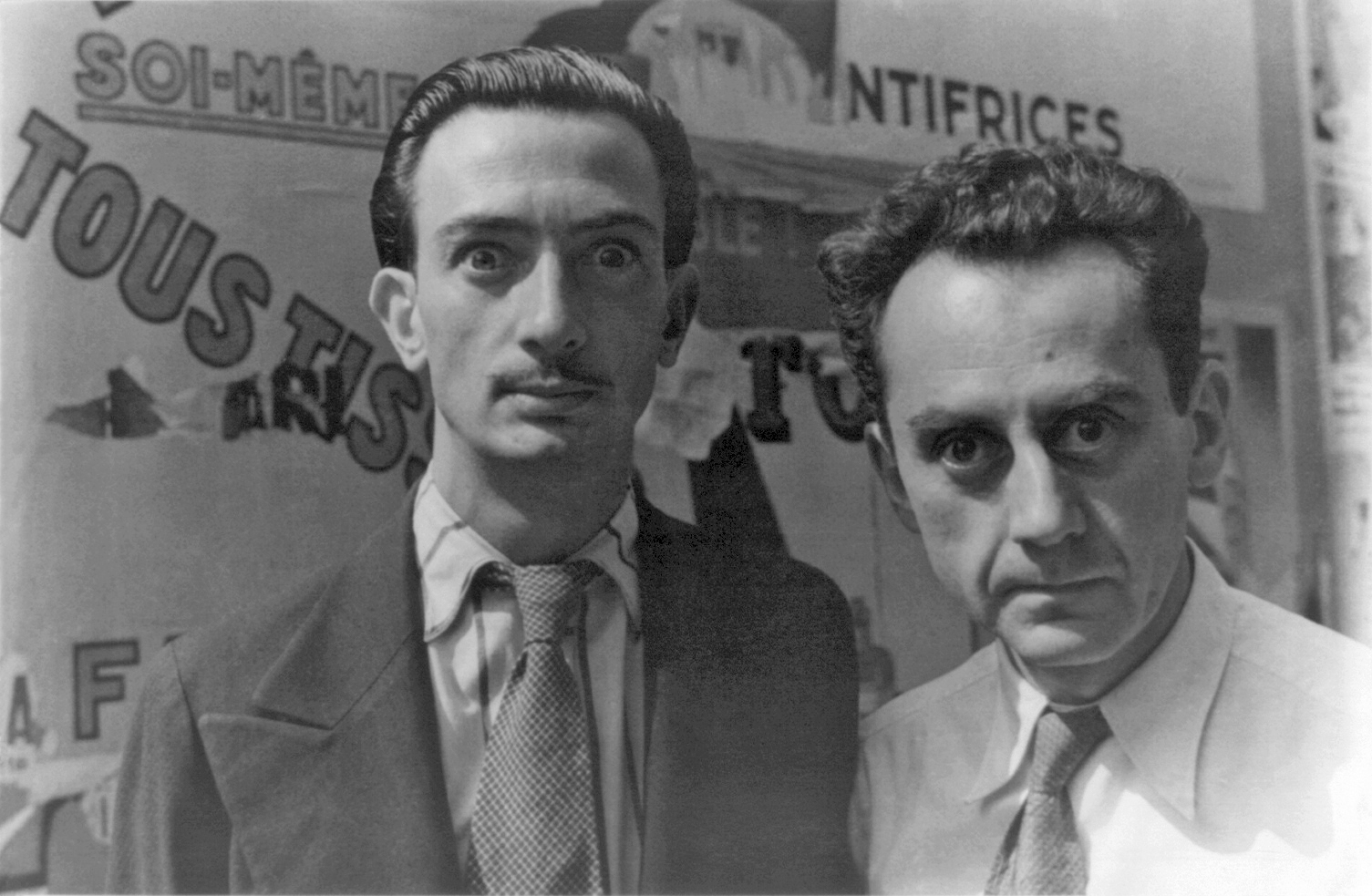
Carl van Vechten: Salvador Dalí und Man Ray

Nur wenige Künstler, die am Montparnasse gelebt und gewirkt haben, sind dort geboren worden. Sie kamen aus vielen Ländern der Welt und gaben Montparnasse das kosmopolite Flair, das es bis zum heutigen Tag bewahrt hat. Zu den bekanntesten gehören, in der chronologischen Reihenfolge ihrer Geburtsdaten:
- Olga Boznańska (1865–1940), polnische Malerin
- Jeanne Rij-Rousseau (1870–1956), französische Malerin
- Ford Madox Ford (1873–1939), englischer Schriftsteller
- Gertrude Stein (1874–1946), amerikanische Schriftstellerin, Verlegerin, Kunstsammlerin und Gönnerin
- Max Jacob (1876–1944), französischer Dichter, Maler und Schriftsteller
- Léon-Paul Fargue (1876–1947), französischer Dichter
- Constantin Brâncuși (1876–1957), rumänischer Bildhauer
- Angelina Beloff (1879–1969), russische Malerin und Bildhauerin
- Guillaume Apollinaire (1880–1918), französischer Dichter italienisch-polnischer Abstammung
- Man Ray, eigentlich Emmanuel Rudnitzky (1890–1976), amerikanischer Maler und Fotograf
- Jacques Lipchitz (1891–1973), französischer Plastiker litauischer Herkunft
- Fernand Léger (1881–1955), französischer Maler, Grafiker und Keramiker
- Pablo Picasso (1881–1973), spanischer Maler
- Amedeo Modigliani (1884–1920), italienischer Zeichner, Maler und Bildhauer jüdischer Abstammung
- Jules Pascin (1885–1930), bulgarischer Maler des Expressionismus
- Henri Laurens (1885–1954), französischer Bildhauer und Zeichner
- Lou Albert-Lazard (1885–1969), deutsch-französische Malerin.
- Ezra Pound (1885–1972), amerikanischer Schriftsteller
- Diego Rivera (1886–1957), mexikanischer Maler
- Tsuguharu Foujita (1886–1968), japanischer Maler
- Juan Gris (1887–1927), spanischer Maler
- Blaise Cendrars (1887–1961), schweizerischer Dichter
- Marcel Duchamp (1887–1968), französischer Maler und Objektkünstler
- Marc Chagall (1887–1985), belarussischer Maler
- Suzanne Duchamp-Crotti (1889–1963), französische Malerin, Schwester von Marcel und Raymond Duchamp
- Ossip Zadkine (1890–1967), belarussischer Maler und Bildhauer
- Ilja Grigorjewitsch Ehrenburg (1891–1967), russischer Schriftsteller
- Moise Kisling (1891–1953), polnischer Maler
- Henry Miller (1891–1980), amerikanischer Schriftsteller
- Archibald MacLeish (1892–1982), amerikanischer Dichter und Politiker
- Marija Bronislawowna Worobjowa-Stebelskaja (1892–1984), russische Malerin
- Chaim Soutine (1893–1943), französischer Maler litauisch-jüdischer Abstammung
- Joan Miró (1893–1983), spanischer Maler, Grafiker und Bildhauer, Surrealist
- André Breton (1896–1966), französischer Dichter und Schriftsteller und Surrealist
- René Iché (1897–1954), französischer Bildhauer und Zeichner
- Alexander Calder (1898–1976), amerikanischer Bildhauer
- Ernest Hemingway (1899–1961), amerikanischer Schriftsteller
- Alberto Giacometti (1901–1966), schweizerischer Künstler und Plastiker
- Kiki vom Montparnasse (1901–1953), französisches Modell; Sängerin, Schauspielerin und Malerin
- A. M. Cassandre, eigentlich Adolphe Jean Marie Mouron (1901–1968), ukrainischer Grafiker, Typograf, Maler, Bühnenbildner
- Consuelo Suncin Sandoval de Gómez (1901–1979), salvadorianische Malerin und Bildhauerin, spätere Ehefrau von Antoine de Saint-Exupéry
- Salvador Dalí (1904–1989), spanischer Maler, Bildhauer, Bühnenbildner und Schriftsteller
- Moïse Bercovici Erco (1904–1944), rumänischer Maler und Kupferstecher
- Jean-Paul Sartre (1905–1980), französischer Schriftsteller und Philosoph
- Samuel Beckett (1906–1989), irischer Schriftsteller
- Simone de Beauvoir (1908–1986), französische Schriftstellerin, Philosophin und Feministin
- Eugène Ionesco (1909–1994), französischer Schriftsteller rumänischer Abstammung
- Marika Rivera (1919–2010), französische Schauspielerin
- Isidore Isou, eigentlich Isidor Goldstein (1925–2007), Gründer des Lettrismus
- außerdem: Paul Fort, Michel Kikoïne, Pinchus Kremegne, Marie Vassilieff
- siehe auch: Charles Trenet

## Montparnasse in den Künsten

### Film
- La belle de Montparnasse, ein Film von Maurice Cammage (1937)
- Montparnasse 19 (Les amants de Montparnasse), eine Filmbiografie von Jacques Becker (1958)
- Die heißen Stunden am Montparnasse (Les heures chaudes de Montparnasse), eine Dokumentarserie von Jean-Marie Drot (1962/1987)
- Stirb nicht zu langsam (La tour Montparnasse infernale), eine Filmkomödie von Charles Nemes (2001)
- Montparnasse, ein Mittellangfilm von Mikhaël Hers (2009)

### Malerei
- La stazione di Montparnasse, ein Gemälde von Giorgio de Chirico (1914), heute im Museum of Modern Art in New York